# Kriechbaumerella gracilis
Kriechbaumerella gracilis är en stekelart som först beskrevs av Nikol'skaya 1952.  Kriechbaumerella gracilis ingår i släktet Kriechbaumerella och familjen bredlårsteklar. Inga underarter finns listade i Catalogue of Life.